# Anthophora matopensis
Anthophora matopensis là một loài Hymenoptera trong họ Apidae. Loài này được Cockerell mô tả khoa học năm 1933.
Loài này phân bố ở Zimbabwe.